# Geschäftsprüfungsdelegation der Bundesversammlung
Die Geschäftsprüfungsdelegation der Bundesversammlung (GPDel) überwacht die Tätigkeit im Bereich des Staatsschutzes und der Nachrichtendienste und überprüft das staatliche Handeln in Bereichen, die geheim gehalten werden, weil deren Kenntnisnahme durch Unberechtigte den Landesinteressen einen schweren Schaden zufügen kann (Art. 53 ParlG). Sie besteht aus je drei Mitgliedern der Geschäftsprüfungskommissionen von National- und Ständerat. Ihr steht Maya Graf vor.
Derzeitige Mitglieder sind: Maya Graf (Präsidentin, Grüne), Philippe Bauer (FDP), Yvonne Feri (Vizepräsidentin, SP), Alfred Heer (SVP), Stefan Müller-Altermatt (Die Mitte), Werner Salzmann (SVP).

## Kompetenzen und Mittel
Die Geschäftsprüfungsdelegation übt im Auftrag der Eidgenössischen Räte die Oberaufsicht über die Tätigkeit des Bundesrates, der Bundesverwaltung sowie weiterer Träger von Bundesaufgaben im Bereich des Staatsschutzes und der Nachrichtendienste aus (Art. 169 Bundesverfassung und Art. 53 Abs. 2 Parlamentsgesetz). Die Geschäftsprüfungskommissionen können der Geschäftsprüfungsdelegation besondere Aufträge erteilen; insbesondere wenn die Informationsrechte der Geschäftsprüfungskommissionen zur Wahrung der Oberaufsicht nicht ausreichen (Art. 53 Abs. 3 Parlamentsgesetz). Denn der Geschäftsprüfungsdelegation und der Finanzdelegation (FinDel) können Geheimhaltungspflichten nicht entgegengehalten werden (Art. 169 Abs. 2 BV). Dies gilt jedoch nicht für die Geschäftsprüfungskommissionen. Weil die Mitglieder der GPDel Zugang zu hochsensiblen Informationen haben, sind sie an die Schweigepflicht nach Art. 8 ParlG gebunden.
Der GPDel stehen weitläufige Mittel zur Disposition. So können ihr keine Informationen jeglicher Art vorenthalten werden; sie hat «absolute Informationsrechte». Sie kann Personen als Zeugen oder Auskunftspersonen anhören (Art. 155 ParlG) und Disziplinar- oder Administrativuntersuchungen des Bundes unterbinden, wenn sie einen Sachverhalt betreffen, der Untersuchungsgegenstand der GPDel (Art. 154a ParlG) ist.

## GPDel und FinDel
Am 12. November 1993 haben GPDel und FinDel eine Vereinbarung betreffend die Oberaufsicht über den Staatsschutz und die Nachrichtendienste abgeschlossen, die am 1. November 2011 ein letztes Mal revidiert wurde. Darin wurde festgehalten, dass der FinDel, der die Oberaufsicht über den Finanzhaushalt obliegt, demnach auch die Oberaufsicht über die finanziellen Aspekte des Staatsschutzes und der Nachrichtendienste obliegen soll. Sie überprüft insbesondere nach den Kriterien der Wirtschaftlichkeit, der Ordnungsmässigkeit und Rechtmässigkeit. Der GPDel obliegt die Oberaufsicht über die Tätigkeit im Bereich Staatsschutz und Nachrichtendienste. Sie befasst sich insbesondere mit der Rechtmässigkeit, Zweckmässigkeit und Wirksamkeit sowie der Leistungsfähigkeit und Angemessenheit des Regierungs- und Verwaltungshandeln.